# Brooks Wackerman
Brooks Janey Wackerman (Long Beach, California, 15 de febrero de 1977) es un baterista estadounidense. Forma parte de la banda de heavy metal Avenged Sevenfold y ha estado a lo largo de su carrera en bandas como Bad Religion, Tenacious D, Infectious Grooves, Blink-182 y Suicidal Tendencies.

## Biografía
Hermano menor de Chad Wackerman (también batería que llegó a tocar con Frank Zappa) y John Wackerman e hijo de Chuck Wackerman. Brooks asistió a la escuela de jazz del instituto californiano Los Alamitos High School, donde otro notable músico punk, Joe Escalante (bajista de The Vandals y dueño de Kung Fu Records), también fue alumno de dicha escuela. Allí permaneció desde 1991 hasta 1995, mientras tocaba en la banda de hard rock Bad4Good, formada por el histórico guitarrista Steve Vai. Con esta banda, Brooks gozó de un relativo éxito grabando sólo un álbum en la efímera carrera de esta banda. "Refugee" fue lanzado por Interscope Records en 1992.
La banda se disuelve en 1992, tras sólo un año de carrera y Brooks ingresa en 1993 en Infectious Grooves, banda de funk metal de cierto éxito ya y formada por Mike Muir, líder de Suicidal Tendencies. Precisamente también formaría parte de esta banda desde 1997 hasta 2001. Con Infectious Grooves graba dos álbumes, "Groove Family Cyco" (1994) y "Mas Borracho" (2000). Con Suicidal Tendencies lanza otros dos discos, "Freedumb" (1999) y "Free Your Soul and Save My Mind" (2000). También grabó un EP, "Six the Hard Way" en 1998.
En 2000 ingresa en la banda californiana de punk rock The Vandals, para ocupar el puesto que Josh Freese dejó vacante en la batería. Con ellos graba Look What I Almost Stepped In..., el octavo álbum de la banda. Un año más tarde Bad Religion vuelve a sufrir la marcha de otro batería, Bobby Schayer esta vez, y Brooks entra en su lugar. Desde entonces ha grabado con la banda los últimos cinco álbumes de estudio, "The Process of Belief", "The Empire Strikes First", "New Maps of Hell", "The Dissent of Man" y "True North". Especial importancia tiene "The Process of Belief", que es el álbum que fue testigo del reencuentro de la banda con Mr. Brett y Epitaph Records tras casi 10 años.
Brooks, junto al músico Terry Bozzio, han estado colaborando durante octubre de 2006 y marzo de 2007 en la grabación del octavo álbum de KoЯn.
Desde el 20 de febrero hasta el 4 de marzo de 2013, Brooks tomó el lugar de Travis Barker en la batería de Blink 182 en un tour en Australia. Barker aun sin superar su miedo a volar, después del trágico accidente en una avioneta el 2008 donde 4 personas y amigos cercanos del baterista murieron, dio un paso afuera del tour.
El 4 de noviembre de 2015, fue anunciado como nuevo baterista de la banda Avenged Sevenfold vía radio en Talk Is Jericho

## Álbumes con Bad Religion
- The Process of Belief (2002)
- The Empire Strikes First (2004)
- New Maps of Hell (2007)
- The Dissent of Man (2010)
- True North (2013)

## Álbumes con Avenged Sevenfold
- The Stage (2016)
- Live at the Grammy Museum (2017, en vivo)
- Black Reign (2018, EP)
- Life Is but a Dream... (2023)